# نووی گلوگ (ترگوویشته)
نووی گلوگ (به صربی: Novi Glog) یک منطقهٔ مسکونی در صربستان است که در ترگوویشته واقع شده‌است. نووی گلوگ ۱۳۷ نفر جمعیت دارد.